# Ralph Abraham
Ralph Abraham (Burlington, 4 luglio 1936 – Santa Cruz, 19 settembre 2024) è stato un matematico statunitense, conosciuto per i suoi lavori nella teoria dei sistemi dinamici, in particolare per quanto riguarda la teoria del caos.